# Zenito
Zenito was een Belgische vzw die diensten verleende aan beginnende zelfstandigen, ondernemers, beoefenaars van een vrij beroep en aan accountants / fiscalisten. Op 10 september 2018 ging Zenito samen met ADMB en Provikmo op in de nieuwe dienstengroep Liantis.
Zenito had drie hoofdactiviteiten: het ondernemingsloket nam de administratieve formaliteiten voor haar rekening, het sociaal verzekeringsfonds en de dienst aanvullend pensioen zorgden voor de sociale zekerheid van de zelfstandigen. Deze diensten gaan vandaag verder onder de respectievelijke namen Liantis ondernemingsloket, Liantis sociaal verzekeringsfonds en Liantis risk solutions.
Ongeveer 160.000 zelfstandigen en 70.000 vennootschappen waren aangesloten bij Zenito Sociaal Verzekeringsfonds volgens het jaarverslag van het RSVZ van 2011.
Jan Sterverlynck, die sinds 2010 gedelegeerd bestuurder was bij Zenito, is sinds het samengaan met ADMB en Provikmo directielid bij Liantis.